# 玛丽莲·布雷恩
玛丽莲·布雷恩（英語：Marilyn Brain，1959年4月14日—），加拿大女子赛艇运动员。她曾代表加拿大参加1984年夏季奥林匹克运动会赛艇比赛，获得女子四人单桨有舵手银牌。